# パブロ・ブスト
パブロ・ブスト・ゴンサレス（Pablo Busto González、2005年9月25日 - ）は、スペイン・アンダルシア州ドス・エルマーナス出身のサッカー選手。ベティス・デポルティーボ・バロンピエ所属。ポジションはディフェンダー。

## クラブ経歴
アンダルシア州のドス・エルマーナスに生まれ、2013年にレアル・ベティスのカンテラへ入団した。2022-23シーズンからベティスのBチームにあたるベティス・デポルティーボ・バロンピエでプレーし始めると、2024年1月13日、プリメーラ・ディビシオンのグラナダCF戦にて、50分にアイトール・ルイバルとの途中交代でトップチームデビューを果たした。